# أريانا ديبوز
أريانا ديبوز هي ممثلة، مغنية وراقصة أمريكية ولدت في 25 يناير 1991. فازت بجائزة الأوسكار لأفضل ممثلة مساعدة في 2022.

## وصلات خارجية
- أريانا ديبوز على موقع IMDb (الإنجليزية)
- أريانا ديبوز على موقع ألو سيني (الفرنسية)
- أريانا ديبوز على موقع ميوزك برينز (الإنجليزية)
- أريانا ديبوز على موقع قاعدة بيانات برودواي على الإنترنت (الإنجليزية)
- أريانا ديبوز على موقع قاعدة بيانات الفيلم (الإنجليزية)
- أريانا ديبوز على موقع ليتربوكسد (الإنجليزية)